# Махама, Алхади Али
Алхади Али Махама (англ. Alhaji Aliu Mahama; род. 3 марта 1946, Йенди, Британский Золотой Берег — 16 ноября 2012, Аккра, Гана) — ганский государственный и политический деятель, вице-президент Ганы в 2001—2009 годах.

## Образование
Али Махама в молодости учился в государственной средней школе в Тамале с 1960 по 1967 год, чтобы получить сертификаты обычного и продвинутого уровня. С 1967 по 1971 год он поступил в Университет науки и технологий Кваме Нкрума в Кумаси, где получил степень бакалавра наук в Архитектурной инженерии.
Махама также был выпускником Ганского института управления и государственного управления. Чтобы отточить и углубить свои управленческие и лидерские навыки, он получил два сертификата Института по планированию и управлению проектами и по лидерству.

## Политическая карьера
После двух сроков на посту вице-президента он добивался выдвижения Новой патриотической партии на всеобщих выборах 2008 года, но на съезде партии в декабре 2007 года ему это не удалось, набрав только 6 % (146 голосов) от общего числа поданных бюллетеней делегатов. Затем он ушёл из политики.

## Смерть
Али Махама умер в клинической больнице Корле Бу больнице 16 ноября 2012 года в возрасте 66 лет от сердечного заболевания и осложнений после инсульта. Он умер почти через четыре месяца после смерти президента Ганы Джона Атта Миллса.